# Kléber Laude Pinheiro
Kléber Laude Pinheiro, meglio noto come Kléber (Estância Velha, 2 maggio 1990), è un ex calciatore brasiliano, di ruolo attaccante.

## Carriera
Cresce nell'Atlético Mineiro, che nel 2009 lo cede in prestito ai portoghesi del Marítimo dove gioca per due stagioni nella massima serie portoghese, segnando complessivamente 15 reti in 38 partite.
Il 4 luglio 2011 firma un contratto quinquennale con il Porto, con cui il 12 settembre successivo, al debutto in UEFA Champions League, segna la rete decisiva del 2-1 sullo Šachtar.

## Palmarès

### Club

#### Competizioni nazionali
- Supercoppa di Portogallo: 2

Porto: 2011, 2012
- Campionato portoghese: 1

Porto: 2011-2012